# Rüdiger Höffer
Rüdiger Höffer (* 12. November 1961 in Attendorn) ist ein deutscher Bauingenieur und Hochschullehrer.

## Leben und Ausbildung
Rüdiger Höffer wurde im sauerländischen Attendorn geboren und absolvierte das Abitur am Rivius-Gymnasium seiner Heimatstadt. Danach studierte er von 1981 bis 1988 Bauingenieurwesen an der Ruhr-Universität Bochum und arbeitete dort anschließend als Wissenschaftlicher Mitarbeiter. 1995 und 1996 war Höffer Gastwissenschaftler zunächst beim Danish Maritim Institut in Kopenhagen und dann am Forschungsinstitut CRIACIV der Universität Florenz in Prato. Im Februar 1996 wurde er an der Ruhr-Universität bei Hans-Jürgen Niemann mit einer Dissertation über Stationäre und instationäre Modelle zur Zeitbereichssimulation von Windkräften an linienförmigen Bauwerken zum Dr.-Ing. promoviert.

## Wirken
Die folgenden Jahre arbeitete Höffer in der gewerblichen Wirtschaft, bis er im Oktober 2003 als Professor für Bauingenieurwesen an der Ruhr-Universität Bochum zum Leiter der Arbeitsgruppe für Aerodynamik und Strömungsmechanik im Bauwesen berufen wurde.
Seit 2004 ist Höffer zudem für den DAAD Hauptkoordinator des deutsch-südosteuropäischen Netzwerks DYNET / SEEFORM für Wissenschaft und Studium mit Sitz in Skopje und seit 2006 Mitglied der Auswahlkommission des DAAD.
Im Mai 2010 wurde Höffer von der Ingenieurkammer-Bau NRW als Sachverständiger für die Prüfung der Standsicherheit in der Fachrichtung Massivbau anerkannt.

## Ehrenamtliches Engagement
Im Mai 2006 wurde Höffer als Fachberater in das Kuratorium der Heilig Kreuz-Stiftung in Gladbeck-Butendorf berufen, das ihn im Februar 2015 zu seinem Vorsitzenden wählte.

## Schriften (Auszug)
- Arenen im 21. Jahrhundert. Leistungsschau des Stadionbaus. Berlin 2004.
- (gemeinsam mit Norbert Hölscher und Hans-Jürgen Niemann): Windeinwirkungen auf Bauwerke im Bauzustand. Windtechnologische Gesellschaft (WTG), Aachen 2007, ISBN 3-928909-09-6.
- (gemeinsam mit Norbert Hölscher und G. Setzpfandt): Windeinwirkung für Entwurf und Nachweisführung von Seilbrücken. In: WTG-Berichte, Nr. 9 (2005), ISBN 3-928909-08-6, S. 93 ff.